# 叶卡捷琳娜·邓佐娃
叶卡捷琳娜·谢尔盖耶夫娜·邓佐娃（羅馬化：Yekaterina Sergeyevna Duntsova；1983年4月24日—），或译敦佐娃，俄罗斯记者、政治人物，2019年至2022年间担任勒熱夫市杜马议员。
2023年11月6日，邓佐娃宣布以独立参选人身份参加2024年俄罗斯总统选举，并推出反战政纲。次月，俄罗斯中央选举委员会驳回了她的竞选提名，其后的上诉被俄罗斯最高法院驳回。2024年1月，她带领成立新政党黎明党。

## 早年生活
邓佐娃出生于苏联俄罗斯苏维埃联邦社会主义共和国克拉斯諾亞爾斯克，1995年移居特维尔州勒热夫，在当地的高中毕业。

## 记者生涯
2003年，大学毕业的邓佐娃在勒热夫市的电视公司开启职业生涯，一年后担任一家校园电视演播室的负责人。
邓佐娃与丈夫创办了独立电视公司RiT，报道各种市政问题，涵盖住房及公共服务问题、犯罪及官员渎职现象。

## 从政经历

### 地方议员
2009年，邓佐娃主导了反对废除勒热夫市长选举的联署活动，搜集到4000多个签名。
2019年至2022年，邓佐娃出任勒热夫杜马议员。

### 竞选总统
2023年11月，邓佐娃宣布以独立参选人身份参加2024年俄罗斯总统选举，以“把我们国家的未来夺回来！”（Вернём стране будущее!）为口号。同日，她表示已收集到第一阶段所需的500个签名。
邓佐娃表示，自己之所以宣布参选，是因为“俄罗斯过去十年来一直往错误方向前进，这个过程的目标不是发展，而是自我毁灭”。邓佐娃的政纲包括结束俄乌战争、启动民主改革、释放阿列克谢·纳瓦利内等在押政治犯、恢复与其他国家的关系、重新为优先事项分配预算，支持LGBT等少数群体。
2023年11月20日，邓佐娃被检察官办公室传唤，要求她解释自己对俄乌战争的立场。她后来向媒体表示，自己拒绝回答工作人员有关战争的问题，而是说自己会遵守所有与战争相关的法律。至2023年12月17日，邓佐娃成功搜集成立竞选团队所必须的500个签名，竞选团队召开正式会议，以决定正式提名邓佐娃。然而会议过程中，当局切断了会场的电源，警方闯入大楼。最终现场恢复供电，没有发生其他事件。邓佐娃按计划获得提名，至2024年1月31日成功搜集列入正式候选名单所必需的30万个签名。
2023年12月20日，邓佐娃正式向俄罗斯中央选举委员会递交提名申请。三天后，委员会打回了邓佐娃的提名文件，拒绝她参选，理由是邓佐娃的文件有100多处错漏。委员会还特别公布了邓佐娃递交文件的扫描件，当中部分发起人的姓名拼写错误，且文本附带非正式评论。此外，部分发起人只写了“是”、“苹果”，或者画小猫来取代签名。此外，发起小组的会议纪要并未反应有关计票小组选举及其构成的信息。舆论认为委员会的决定带有政治动机。俄罗斯问题专家列昂尼德·戈兹曼指出，当局之所以做出“懦夫般”的决定，不是因为他们不仅害怕邓佐娃当选，而是担心搜集签名会让俄罗斯民众恢复早已遗忘的公民意识。邓佐娃表示会向法庭上诉，但也不否认提交的文件存在错误的说法，因为准备申请文件的时间非常急促，她很难去找律师来协助修正文书错误。她计划请求俄罗斯统一民主党“亚博卢”来提名她当总统候选人。当天晚些时候，亚博卢党主席格里戈里·亚夫林斯基在采访中表示不确定党会不会考虑邓佐娃的提名。12月27日，俄罗斯最高法院驳回了邓佐娃的上诉。最高法院驳回上诉申请后，邓佐娃表示会自行筹组政党。

### 成立黎明党
2024年1月14日，黎明党筹组委员会第一次会议在勒热夫举行。邓佐娃表示黎明党会在俄罗斯各地成立党部，召开支持者会议，之后党成员会开始投入选战。邓佐娃呼吁各方协助勒热夫副市长鲍里斯·纳杰日金搜集参选总统所需的签名。
筹组会议结束后，邓佐娃被警方带到麻醉药房检查血液中是否含有麻醉物质，没过多久就将她释放。

## 个人生活
邓佐娃有三个孩子。2023年11月的一篇文章显示，邓佐娃已经和丈夫分居了两年。
邓佐娃也负责协调勒熱夫的一个志愿搜索与救援小队。